# Solanum sect. Petota
Die Sektion Solanum sect. Petota ist ein Teil der Untergattung Potatoe innerhalb der Gattung der Nachtschatten (Solanum). Zu den etwa 200 Arten gehört neben der kultivierten Kartoffel (Solanum tuberosum) eine große Zahl sogenannter Wildkartoffeln. Der Verbreitungsschwerpunkt der Sektion liegt in Südamerika, einige Arten kommen jedoch auch in Mittel- und Nordamerika vor.

## Beschreibung
Die Arten der Sektion Petota sind aufrecht wachsende krautige Pflanzen, Kletterpflanzen oder kletternde Sträucher. In den meisten Fällen bilden sie unterirdische Knollen oder Stolonen. Ihre Laubblätter sind meist unpaarig gefiedert, manchmal jedoch auch einfach oder mit nur ein oder zwei seitlichen Teilblättern versehen. Zwischenteilblättchen fehlen ganz, oder sind in geringer bis großer Anzahl vorhanden. Die Blattstiele sowie die Teilblattstiele können an der Basis gelenkig sein. 
Die Blütenstände können den Laubblättern gegenüber, außerhalb der Blattachseln oder endständig stehen. Sie bestehen aus wenigen bis vielen Blüten. Die Blütenstiele werden nicht von Tragblättern begleitet und sind deutlich oberhalb der Basis gelenkig. Die Krone ist meist radförmig, in Ausnahmen auch sternförmig, sie hat einen Durchmesser von 20 bis 35 mm. Die fünf Staubblätter sind gleichgestaltig. Die Staubbeutel sind gerade, 3 bis 8 mm lang und aus zwei gleich großen, über nahezu die gesamte Länge verwachsenen Theken bestehend. Die Staubfäden sind unbehaart oder an der Basis mit Trichomen besetzt, sie sind kürzer als die Staubbeutel und stehen frei voneinander, nur in Ausnahmefällen sind die vergrößerten Basen der Staubfäden miteinander verwachsen. Der Griffel ist unbehaart oder in etwa in der Mitte mit Papillen besetzt. Meist ist er gerade, nur selten auch zurückgebogen.
Die Früchte sind kugelförmige oder leicht eiförmige bis leicht konische Beeren mit einem Durchmesser von 15 bis 25 mm oder aber bis zu einer Länge von 20 bis 25 mm. Sie enthalten meist 300 bis 500 Samen.

## Systematik

### Äußere Systematik
Innerhalb der Gattung Nachtschatten (Solanum) wird die Sektion Petota in die Untergattung Potatoe eingeordnet. Durch kladistische Untersuchungen, die sowohl auf morphologischer als auch auf molekularer Ebene durchgeführt wurden, konnte gezeigt werden, dass die Sektion monophyletisch ist. Die durch diese Untersuchungen ermittelten Verwandtschaftsverhältnisse zu nahe verwandten Sektionen zeigt folgendes Kladogramm:
|  | Sektion Lycopersicoides                                                        |
|  |                                                                                |
|  | \| \| Sektion Juglandifolia \| \| \| \| \| \| Sektion Lycopersicon \| \| \| \| |
|  |                                                                                |
|  | Sektion Juglandifolia                                                          |
|  |                                                                                |
|  | Sektion Lycopersicon                                                           |
|  |                                                                                |

|  | Sektion Juglandifolia |
|  |                       |
|  | Sektion Lycopersicon  |
|  |                       |

|  | Sektion Lycopersicoides                                                        |
|  |                                                                                |
|  | \| \| Sektion Juglandifolia \| \| \| \| \| \| Sektion Lycopersicon \| \| \| \| |
|  |                                                                                |
|  | Sektion Juglandifolia                                                          |
|  |                                                                                |
|  | Sektion Lycopersicon                                                           |
|  |                                                                                |

|  | Sektion Juglandifolia |
|  |                       |
|  | Sektion Lycopersicon  |
|  |                       |

|  | Sektion Lycopersicoides                                                        |
|  |                                                                                |
|  | \| \| Sektion Juglandifolia \| \| \| \| \| \| Sektion Lycopersicon \| \| \| \| |
|  |                                                                                |
|  | Sektion Juglandifolia                                                          |
|  |                                                                                |
|  | Sektion Lycopersicon                                                           |
|  |                                                                                |

|  | Sektion Juglandifolia |
|  |                       |
|  | Sektion Lycopersicon  |
|  |                       |

|  | Sektion Lycopersicoides                                                        |
|  |                                                                                |
|  | \| \| Sektion Juglandifolia \| \| \| \| \| \| Sektion Lycopersicon \| \| \| \| |
|  |                                                                                |
|  | Sektion Juglandifolia                                                          |
|  |                                                                                |
|  | Sektion Lycopersicon                                                           |
|  |                                                                                |

|  | Sektion Juglandifolia |
|  |                       |
|  | Sektion Lycopersicon  |
|  |                       |

Kladogramm nach 

### Innere Systematik
Innerhalb der Sektion werden etwa 200 Arten unterschieden. (Liste nach )
| Wildarten - Solanum acaule Bitter - Solanum achacachense Cárdenas - Solanum acroglossum Juz. - Solanum acroscopicum Ochoa - Solanum agrimonifolium Rydb. - Solanum alandiae Cárdenas - Solanum albicans (Ochoa) Ochoa - Solanum albornozii Correll - Solanum amayanum Ochoa - Solanum ambosinum Ochoa - Solanum anamatophilum Ochoa - Solanum ancophilum (Correll) Ochoa - Solanum ancoripae Ochoa - Solanum andreanum Baker - Solanum ×arahuayum Ochoa - Solanum ariduphilum Ochoa - Solanum arnezii Cardenas - Solanum augustii Ochoa - Solanum avilesii Hawkes & Hjert. - Solanum ayacuchense Ochoa - Solanum aymaraesense Ochoa - Solanum berthaultii Hawkes - Solanum bill-hookeri Ochoa - Solanum ×blanco-galdosii Ochoa - Solanum boliviense Dunal - Solanum bombycinum Ochoa - Solanum brachistotrichum (Bitter) Rydb. - Solanum brachycarpum Correll - Solanum brevicaule Bitter - Solanum ×bruecheri Correll - Solanum buesii Vargas - Solanum bukasovii Juz. - Solanum bulbocastanum Dunal - Solanum burkartii Ochoa - Solanum burtonii Ochoa - Solanum cajamarquense Ochoa - Solanum calacalinum Ochoa - Solanum calvescens Bitter - Solanum candolleanum P.Berthault - Solanum cantense Ochoa - Solanum cardiophyllum Lindl. - Solanum chacoense Bitter - Solanum chancayense Ochoa - Solanum chilliasense Ochoa - Solanum chillonanum Ochoa - Solanum chiquidenum Ochoa - Solanum chomatophilum Bitter - Solanum circaeifolium Bitter - Solanum clarum Correll - Solanum coelestipetalum Vargas - Solanum colombianum Bitter - Solanum commersonii Dunal - Solanum contumazaense Ochoa - Solanum demissum Lindl. - Solanum ×doddsii Correll - Solanum dolichocremastrum Bitter - Solanum donachui (Ochoa) Ochoa - Solanum ×edinense P.Berthault - Solanum fendleri A.Gray - Solanum flahaultii Bitter - Solanum flavoviridens Ochoa - Solanum gandarillasii Cárdenas - Solanum garcia-barrigae Ochoa - Solanum gracilifrons Bitter - Solanum guerreroense Correll - Solanum guzmanguense Whalen & Sagást - Solanum hastiforme Correll - Solanum hintonii Correll | - Solanum hjertingii Hawkes - Solanum hoopesii Hawkes & K.A.Okada - Solanum hougasii Correll - Solanum huancabambense Ochoa - Solanum huancavelicae Ochoa - Solanum huarochiriense Ochoa - Solanum humectophilum Ochoa - Solanum hypacrarthrum Bitter - Solanum immite Dunal - Solanum incahuasinum Ochoa - Solanum incamayoense K.A.Okada & A.M.Clausen - Solanum incasicum Ochoa - Solanum ×indunii K.A.Okada & A.M.Clausen - Solanum infundibuliforme Phil. - Solanum ingifolium Ochoa - Solanum iopetalum (Bitter) Hawkes - Solanum irosinum Ochoa - Solanum jaenense Ochoa - Solanum jalcae Ochoa - Solanum jamesii Torr. - Solanum kurtzianum Bitter & Wittm. - Solanum laxissimum Bitter - Solanum leptophyes Bitter - Solanum leptosepalum Correll - Solanum lesteri Hawkes & Hjert. - Solanum lignicaule Vargas - Solanum limbaniense Ochoa - Solanum ×litusinum Ochoa - Solanum lobbianum Bitter - Solanum longiconicum Bitter - Solanum longiusculus Ochoa - Solanum lopez-camarenae Ochoa - Solanum macropilosum Correll - Solanum maglia Schltdl. - Solanum marinasense Vargas - Solanum matehualae Hjert. - Solanum medians Bitter - Solanum megistacrolobum Bitter - Solanum ×michoacanum (Bitter) Rydb. - Solanum microdontum Bitter - Solanum minutifoliolum Correll - Solanum mochiquense Ochoa - Solanum morelliforme Bitter & G.Muench - Solanum moscopanum Hawkes - Solanum multiinterruptum Bitter - Solanum nayaritense (Bitter) Rydb. - Solanum nemorosum Ochoa - Solanum neocardenasii Hawkes & Hjert. - Solanum neorosii Hawkes & Hjert. - Solanum neovalenzuelae L.López - Solanum neovargasii Ochoa - Solanum neovavilovii Ochoa - Solanum ×neoweberbaueri Wittm. - Solanum nubicola Ochoa - Solanum okadae Hawkes & Hjert. - Solanum olmosense Ochoa - Solanum oplocense Hawkes - Solanum orocense Ochoa - Solanum orophilum Correll - Solanum ortegae Ochoa - Solanum otites Dunal - Solanum oxycarpum Schiede - Solanum pampasense Hawkes - Solanum pamplonense L.López - Solanum papita Rydb. - Solanum paucijugum Bitter - Solanum paucissectum Ochoa - Solanum peloquinianum Ochoa | - Solanum pillahuatense Vargas - Solanum pinnatisectum Dunal - Solanum piurae Bitter - Solanum polyadenium Greenm. - Solanum polytrichon Rydb. - Solanum puchupuchense Ochoa - Solanum raphanifolium Cárdenas & Hawkes - Solanum raquialatum Ochoa - Solanum ×rechei Hawkes & Hjert. - Solanum regularifolium Correll - Solanum rhomboideilanceolatum Ochoa - Solanum ×ruiz-lealii Brücher - Solanum salasianum Ochoa - Solanum ×sambucinum Rydb. - Solanum sanctae-rosae Hawkes - Solanum sandemanii Hawkes - Solanum santolallae Vargas - Solanum sarasarae Ochoa - Solanum sawyeri Ochoa - Solanum saxatilis Ochoa - Solanum scabrifolium Ochoa - Solanum schenckii Bitter - Solanum ×semidemissum Juz. - Solanum ×setulosistylum Bitter - Solanum simplicissimum Ochoa - Solanum soestii Hawkes & Hjert. - Solanum sogarandinum Ochoa - Solanum solisii Hawkes - Solanum sparsipilum (Bitter) Juz. & Bukasov - Solanum spegazzinii Bitter - Solanum stenophyllidium Bitter - Solanum stoloniferum Schltdl. & Bouchet - Solanum subpanduratum Ochoa - Solanum ×sucrense Hawkes - Solanum sucubunense Ochoa - Solanum tacnaense Ochoa - Solanum tapojense Ochoa - Solanum tarapatanum Ochoa - Solanum tarijense Hawkes - Solanum tarnii Hawkes & Hjert. - Solanum taulisense Ochoa - Solanum trifidum Correll - Solanum trinitense Ochoa - Solanum tundalomense Ochoa - Solanum tuquerrense Hawkes - Solanum ugentii Hawkes & K.A.Okada - Solanum urubambae Juz. - Solanum ×vallis-mexici Juz. - Solanum velardei Ochoa - Solanum venturii Hawkes & Hjert. - Solanum vernei Bitter & Wittm. - Solanum verrucosum Schltdl. - Solanum vidaurrei Cárdenas - Solanum ×viirsoii K.A.Okada & A.M.Clausen - Solanum violaceimarmoratum Bitter - Solanum virgultorum (Bitter) Cárdenas & Hawkes - Solanum wittmackii Bitter - Solanum woodsonii Correll - Solanum yamobambense Ochoa - Solanum yungasense Hawkes Kultivierte Arten - Solanum ajanhuiri Juz. & Bukasov - Solanum chaucha Juz. & Bukasov - Solanum curtilobum Juz. & Bukasov - Solanum juzepczukii Bukasov - Solanum phureja Juz. & Bukasov - Solanum stenotomum Juz. & Bukasov - Solanum tuberosum L. |